# Первый урок (мультфильм)
«Первый урок» — советский рисованный мультипликационный фильм 1948 года о медведях и пчёлах.

## Сюжет
Утро в лесу. Пчелиный рой вылетает из улья и отправляется для сбора нектара на луг, где много распустившихся цветов. А одна пчёлка летит на лесную поляну.
Медведь-учитель рассказывает медвежатам о пчёлах, которые могут принести медведям пользу или причинить вред: «Приступим к ученью о мёде, о роли его и значенье в природе. Душистую сладость пчела-медоноска заботливо прячет в ячейки из воска.»
Внезапно над полянкой появляется пчела. Медвежата, не дослушав урока, бросаются за ней в погоню. Они долго бегут и нагоняют уже возле улья. Пока медвежата лезут в улей и достают мёд, пчёлка зовёт всех пчёл на выручку, и подлетевший рой больно жалит и прогоняет медвежат прочь.
Покусанные медвежата на той же поляне слушают дальше урок о мёде, но теперь они знают больше о пчёлах.

## Создатели
- Автор сценария: Владимир Немоляев
- Режиссёр: Ламис Бредис
- Художник-постановщик: Сюзанна Бялковская
- Художники-мультипликаторы: Борис Меерович, Надежда Привалова, Борис Титов, Вадим Долгих, Лев Попов, Фаина Епифанова, Татьяна Таранович
- Оператор: Анатолий Великохатько
- Композитор: Михаил Старокадомский
- Звукооператор: Николай Прилуцкий
- Автор текста: Михаил Вольпин
- Ассистент режиссёра — В. Шилина
- Директор картины: Н. Цофнас
- Роли озвучивали:
  - Леонид Пирогов — Медведь-учитель
  - Юрий Хржановский — медвежонок Топтыгин
  - Зинаида Бокарёва — медвежонок Мишуткин / безымянный медвежонок

Актёры, которые озвучивали роли, не указаны в титрах, но перечислены вместе со всей съёмочной группой в Приложении на странице 202 в книге «Фильмы-сказки: сценарии рисованных фильмов. Выпуск 1» (1950).